# 최용신기념관
최용신기념관(崔容信紀念館, Choi Yongshin Memorial Hall)은 심훈 소설 《상록수》에 나오는 여주인공 ‘채영신’ 의 실존 인물인 최용신(1909 ~ 1935)을 기리고자 안산시가 2007년 상록구 본오동 879-4(샘골서길 64) 상록수 공원 내에 건립한 공립박물관이다. 최용신기념관은 경기도박물관로 등록되어있으며 국가보훈처 지정 현충시설이다.
최용신기념관의 터는 약 90년 전, 당시에 최용신 선생이 천곡마을사람들과 함께 세운 천곡강습소가 있던 터에 건립되었으며 건물 외형도 그 시대의 강습소를 복원한 형태이다. 건물의 내부는 상설 전시실, 교육영상실, 기획 전시실과 사무실로 이루어져 있다.

## 소관 업무
- 최용신의 생애 및 업적에 관한 자료의 수집.조사.연구
- 소장품의 보관, 보존 및 전시
- 유물의 구입 및 대여
- 강연회.강습회 및 각종 행사의 개최
- 기념관 자료의 복제와 각종 간행물의 제작 및 배포
- 그 밖에 기념관 운영에 관한 사항

## 연혁
- 2007년 10월 : 최용신기념관 조례 제정
- 2007년 11월 20일 : 개관

## 전시

체험 전시실 내부

### 상설 전시실
기념관 지하층에 위치하고 있는 상설 전시실에는 2012년 4월 23일부터 '그리운 선생님께'라는 주제로 최용신의 건국훈장, 유언장 등을 비롯한 유물들과《상록수》 초판본(1936년) 등 최용신과 관련되어있는 자료들이 소장되어 있으며 옆 교육 영상실 에서는 관련 사진 및 생존제자의 영상에세이, 영화 《상록수》가 담긴 영상물을 관람할 수 있다.

### 기획 전시실
지상층에 위치한 기획 전시실에서는 매년 새롭게 기획되는 체험 프로그램을 경험 할 수 있는 곳이다. 2016년부터는 '최용신의 품 샘골 강습소'라는 테마로 운영되고 있으며 무궁화 족자 만들기, 최용신 퍼즐 맞추기, 산가지 놀이 등의 체험을 할 수 있고 남녀노소 유년층부터 노년층까지 편하게 즐기고 쉴 수 있는 공간이다.

## 같이 보기
- 최용신 선생묘 - 안산시 향토유적 제18호